# John Ciardi
John Anthony Ciardi (* 24. Juni 1916 in Boston, Massachusetts; † 30. März 1986 in Edison, New Jersey) war ein US-amerikanischer Dichter, Übersetzer, Etymologe und Hochschullehrer.

## Leben
Nach dem Besuch des Bates College studierte er an der Tufts University und schloss dieses Studium 1938 mit einem Bachelor of Arts (B.A.) ab. Ein anschließendes postgraduales Studium an der University of Michigan beendete er 1939 mit einem Master of Arts (M.A.) und nahm anschließend eine Lehrtätigkeit als Professor an der University of Missouri–Kansas City auf.
Ciardi, der sein literarisches Debüt 1940 mit der Veröffentlichung der Anthologie Homeward to America gab, leistete während des Zweiten Weltkrieges von 1942 bis 1945 seinen Militärdienst im US Army Air Corps als Bordschütze. Nach dem Ende des Weltkrieges nahm er seine Lehrtätigkeit wieder auf und war später auch Professor für Anglistik an der Harvard University von 1946 bis 1953 sowie an der Rutgers University zwischen 1953 und 1961.
Anerkennung erlangte er vor allem auch durch seine vollständige Übersetzung von Dante Alighieris Göttliche Komödie ins Englische in drei Bänden: The Inferno (1954), The Purgatorio (1961) sowie The Paradiso (1970).
Daneben war er zwischen 1956 und 1972 verantwortlicher Redakteur für Lyrik bei der Wochenzeitung The Saturday Review. Nach dem Textbuch How Does a Poem Mean? (1960) erschienen die Anthologien Person to Person (1964) und The Little That Is All (1974), ehe er gemeinsam mit Isaac Asimov den Gedichtband Limericks, Too Gross (1978) veröffentlichte. Darin stritten sie sich zum Beispiel darüber, ob Titel bei einem Limerick zulässig seien oder nicht.
Ciardi war außerdem Kolumnist beim National Public Radio, einer 1967 ins Leben gerufenen öffentlichen, lose organisierten Zusammenarbeit von Hörfunksendern in den USA. Nach dem Gedichtband For Instance (1979) erschien 1980 das Wörterbuch A Browser’s Dictionary and Native’s Guide to the Unknown American Language, dem 1981 ein weiterer gemeinsamer Gedichtband mit Asimov mit dem Titel A Grossery of Limericks folgte. 1983 folgte die Fortsetzung seines Wörterbuchs A Second Browser's Dictionary and Native's Guide to the Unknown American Language sowie 1985 die Veröffentlichung der Anthologie The Birds of Pompeii.
Ciardi war seit 1953 Mitglied der American Academy of Arts and Sciences und seit 1957 der American Academy of Arts and Letters. 1997 erschien posthum ein Gedichtband mit dem Titel The Collected Poems of John Ciardi.

## Hintergrundliteratur
- William White: John Ciardi. A Bibliography. Wayne State University Press, Detroit MI 1959.
- Miller Williams (Hrsg.): The Achievement of John Ciardi. A comprehensive Selection of his Poems with a critical Introduction. Scott, Foresman and Co., Glenview IL 1969.
- Vince Clemente (Hrsg.): John Ciardi, Measure of the Man. University of Arkansas Press, Fayetteville AR 1987, ISBN 0-938626-79-5.
- Edward M. Cifelli: The Selected Letters of John Ciardi. University of Arkansas Press, Fayetteville AR 1991, ISBN 1-557-28171-8.
- Edward M. Cifelli: John Ciardi. A Biography. University of Arkansas Press, Fayetteville AR 1998, ISBN 1-55728-539-X[3]